# Чибінєєв Роман Вікторович
Рома́н Ві́кторович Чибінє́єв (4 червня 1989 — 11 квітня 2019) — старший солдат Збройних сил України, учасник російсько-української війни.

## Життєпис
Народився 1989 року в місті Бердянськ (Запорізька область); рано втратив батьків. 1993 року прибув до середньої групи дошкільного відділення Бердянської школи-інтернату; 2004-го після закінчення 9 класів продовжив навчання в Бердянському професійно-будівельному ліцеї.
2016 року вступив на військову службу за контрактом; старший солдат, командир десантно-штурмового відділення 79-ї бригади.
11 квітня 2019-го загинув у бою на Приазовському напрямку — ближче до опівночі противник намагався провести розвідку боєм. Старший солдат Чибінєєв перебував на ВОП та вчасно помітив пересування групи ворожої піхоти, разом із побратимами відкрив вогонь по ворогу і цим примусили відступити. У ході бою при зміні позиції зазнав поранення, несумісного з життям.
16 квітня 2019 року похований в місті Київ на Байковому кладовищі.
Без Романа лишився брат — Герой України Валерій Чибінєєв.
Брат Романа Валерій загинув 3 березня 2022 у боях за Гостомель . За даними ГУ МО України, Валерія було вбито під час виконання спецзавдання ГУ розвідки МО України.

## Нагороди та вшанування
- Указом Президента України № 270/2019 від 17 травня 2019 року «значні особисті заслуги у захисті державного суверенітету та територіальної цілісності України, громадянську мужність, самовідданість у відстоюванні конституційних засад демократії, прав і свобод людини, вагомий внесок у культурно-освітній розвиток держави, активну волонтерську діяльність» — нагороджений орденом «За мужність» III ступеня (посмертно)[6].
- У лютому 2024 року в місті Києві вулицю Чернігівську перейменували на вулицю братів Чибінєєвих[7].

## Вшанування пам`яті
У лютому 2024 року в місті Києві вулицю Чернігівську перейменували на вулицю братів Чибінєєвих.